# 山本清次
山本 清次（やまもと せいじ、1873年（明治6年）6月3日 - 1945年（昭和20年）12月14日）は、大日本帝国陸軍軍人。最終階級は陸軍中将。功四級。

## 経歴・人物
大阪府出身。1896年（明治29年）陸軍士官学校第7期卒業。
1918年（大正7年）1月に金沢連隊区司令官、同年8月に陸軍歩兵大佐、1921年（大正10年）6月に歩兵第8連隊長、1923年（大正12年）8月に陸軍少将・歩兵第15旅団長、1926年（大正15年）3月に第9師団司令部附を経て、1927年（昭和2年）7月に陸軍中将に昇進と同時に待命、同年9月に予備役に編入した。

## 著作
- 『歩兵各個教練』兵事雑誌社、1908年。